# Municipio de Nottingham (Ohio)
El municipio de Nottingham (en inglés: Nottingham Township) es un municipio ubicado en el condado de Harrison en el estado estadounidense de Ohio. En el año 2010 tenía una población de 324 habitantes y una densidad poblacional de 4,24 personas por km².

## Geografía
El municipio de Nottingham se encuentra ubicado en las coordenadas 40°15′52″N 81°9′54″O / 40.26444, -81.16500. Según la Oficina del Censo de los Estados Unidos, el municipio tiene una superficie total de 76.38 km², de la cual 73,03 km² corresponden a tierra firme y (4,38 %) 3,35 km² es agua.

## Demografía
Según el censo de 2010, había 324 personas residiendo en el municipio de Nottingham. La densidad de población era de 4,24 hab./km². De los 324 habitantes, el municipio de Nottingham estaba compuesto por el 98,77 % blancos, el 0,31 % eran asiáticos y el 0,93 % eran de una mezcla de razas. Del total de la población el 0,62 % eran hispanos o latinos de cualquier raza.